# Templiner See

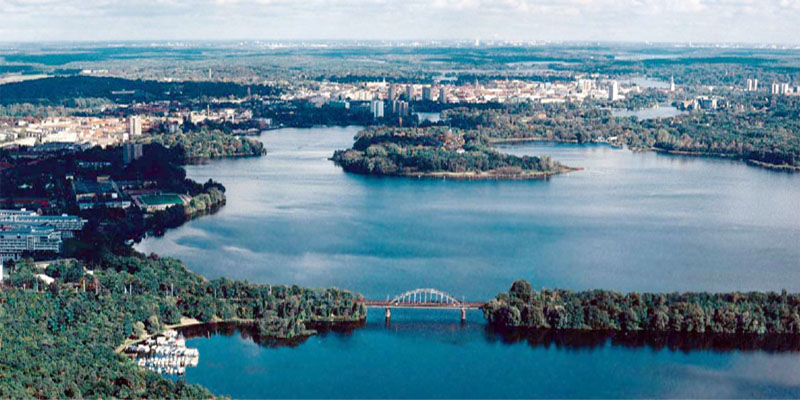
Jezioro i panorama Poczdamu

Templiner See – jezioro w Niemczech, w Brandenburgii. U jego wybrzeży leży Poczdam i Caputh. Powierzchnia tego jeziora wynosi 5,1 km², a maksymalna głębokość około 6 m. Przez jezioro przepływa Hawela.
W centralnej części i w miejscu styku z jeziorem Schwielowsee znajdują się mosty kolejowe.